# Rick McCrank
Rick McCrank, kanadski poklicni rolkar, * 23. januar 1976, Ottawa, Kanada.
McCrank se je okoli leta 1995 preselil v Vancouver, kjer živi še danes in ima hčerko Kaleo. Leta 2004 so mu morali operirati poškodbo kolena, kar je zahtevalo dolgo okrevanje. Njegov položaj na rolki je regular. Znan je po zelo konsistentnem rolkanju, zato je vedno visoko uvrščen na tekmovanjih.
McCrank je lastnik podjetja Momentum in so-lastnik rolkarske trgovine Anti-social.
| - éS (1998 - ) - Girl (1998 - ) - Matix (??? - ) - RDS (??? - ) - Nixon (2003 - ) - Royal (1998 - ) - Momentum (??? - ) - Anti-social (2002 - ) - Bones (1999 - ) - Dragon (2000 - ???) - Birdhouse (??? - 1998) - Plan B (??? - ???) | - éSpecial (éS, 2007) - Portraits (Anti-social, ???) - Yeah Right! (Girl, 2003) - Menikmati (éS, 2000) - The Reason (TWS, 1999) - 411vm 49 (411vm, ???) - 411vm 44 (411vm, 2000) |